# Mauritania Cesariense
La provincia romana de Mauritania Cesariense (en latín, Mauretania Caesariensis) fue una provincia romana organizada por el emperador Claudio en el siglo I.

## Historia

### Alto imperio
En el siglo I, el emperador Claudio dividió el recientemente anexionado reino de Mauritania en dos provincias: Mauritania Tingitana (con capital en Tingis, la actual Tánger) al oeste, y Mauritania Cesariense (con capital en Iol Caesarea, la antigua capital real, actualmente Cherchell, a unos noventa kilómetros al oeste de Argel) al este, fijándose la divisoria en el río Mulucha (Muluya), situado a unos sesenta kilómetros al oeste de Orán. Mauritania Cesariense ocupaba pues el norte del actual territorio argelino, al norte de la cordillera del Atlas, limitando al este con la provincia de Numidia.
Las principales exportaciones de la provincia eran los tintes púrpura y las maderas nobles. Los mauri eran también reputados soldados empleados en los ejércitos romanos, especialmente como caballería ligera. La provincia dio al imperio uno de los mejores generales de Trajano, Lusio Quieto, y un emperador, Macrino.

### Bajo imperio
Las reformas de Diocleciano en 285 tuvieron dos efectos importantes en la provincia. El primero fue la escisión de su parte más oriental, para formar una nueva provincia, Mauritania Sitifense, con capital en Sitifis, una ciudad interior, con un importante puerto en Saldae (en la actualidad Bugía). El segundo efecto fue la asignación de ambas provincias a la diócesis de África, perteneciente a la prefectura de Italia y África, mientras que Mauritania Tingitana fue, en cambio, asignada a la diócesis de Hispania, dentro de la prefectura de las Galias.
Para el año 330, Iol Caesarea se había convertido en una ciudad con una importante población judía, y Sitifis uno de los centros del culto de Mitra. El cristianismo se extendió por la zona durante los siglos IV y V.

### Vándalos, bizantinos y desaparición
Mauritania Cesariense se convirtió en parte del reino de los vándalos con sede en Cartago, cuando en 429 cruzaron el estrecho de Gibraltar desde Hispania y conquistaron las provincias del África romana. Alrededor de 533, el reino vándalo desaparece ante el empuje de los ejércitos bizantinos liderados por Belisario. Los territorios bizantinos norteafricanos se integrarían en una nueva prefectura de África, más tarde transformada en el exarcado de Cartago, que fue conquistado por los Omeyas a finales del siglo VII, poniendo fin a la cultura romana cristiana en esta zona.